# Mineraloide
Un mineraloide és una substància similar a un mineral però que no mostra una estructura cristal·lina (cristal·linitat). Els mineraloides tenen composicions químiques que estan més enllà del ventall que generalment s'accepta per als minerals. Per exemple, l'obsidiana és un vidre amorf i no un cristall. El lignit jet (atzabeja) deriva de la descomposició de la fusta sotà una pressió extrema. Les perles, alguns consideren que són uns minerals per la presència de cristalls de carbonat de calci dins la seva estructura, però és millor considerar que són mineraloides perquè aquests cristalls estan enllaçats per un material orgànic i no hi ha una proporció definida dels seus components.

## Mineraloides comuns
- Ambre, sense estructura cristal·lina
- Mercuri natiu, líquid
- Lechatelierita, vidre de sílice gairebé pura
- Limonita, una mescla d'òxids
- Lapislàtzuli, una mescla de minerals
- Obsidiana, vidre volcànic
- Òpal, no cristal·lí i mescla de minerals
- Perla, carbonat produït orgànicament
- Petroli, líquid
- Pirobitumen, no homogeni ni cristal·lí no es fon en escalfar-se
- Vulcanita, vulcanització natural de goma sintètica i no és cristal·lina
- Tectites, vidre de sílice meteòric